# Gryllacris pulchra
Gryllacris pulchra är en insektsart som beskrevs av Griffini 1909. Gryllacris pulchra ingår i släktet Gryllacris och familjen Gryllacrididae. Inga underarter finns listade i Catalogue of Life.